# Jill Bennett (Schauspielerin, 1975)
Jill Bennett (* 14. August 1975 in Fort Wayne, Indiana) ist eine US-amerikanische Schauspielerin.

## Leben und Leistungen
Bennett debütierte im Jahr 2000 in zwei Folgen der Fernsehserie Beverly Hills, 90210. Nach einigen weiteren Gastauftritten in Fernsehserien spielte sie eine kleine Nebenrolle in der Fernsehkomödie Recipe for Disaster (2003). Im Thriller The Pleasure Drivers (2005) übernahm sie an der Seite von Lauren Holly, Angus Macfadyen, Meat Loaf und Billy Zane eine der größeren Rollen. Im Actionfilm Air Force 2 (2006) verkörperte sie eine Pressesprecherin des entführten Vizepräsidenten der Vereinigten Staaten (David Keith), die eine lesbische Affäre mit dessen Leibwächterin (Mariel Hemingway) hat. Die Komödie Out at the Wedding (2007), in der sie mitwirkte, erhielt 2007 den Publikumspreis des New York Lesbian and Gay Film Festivals in zwei Kategorien. In der Komödie X's & O's (2007) war sie erneut in einer der größeren Rollen zu sehen, genauso wie im Filmdrama Shattered! (2008). In der Komödie 3Way (2008), die zuerst im Internet in der Form einer Serie veröffentlicht wurde, spielte sie neben Maeve Quinlan und Cathy Shim eine der Hauptrollen, eine Frau, die in einer lesbischen Dreier-Beziehung lebt.

## Filmografie (Auswahl)
- 2003: Recipe for Disaster
- 2003: Hideous Scream (Kurzfilm)
- 2004: Tube (Kurzfilm)
- 2004: Fish Out of Water (Kurzfilm)
- 2004–2007: Dante’s Cove (Fernsehserie, 6 Folgen)
- 2005: The Pleasure Drivers
- 2005: The Benefits of Drinking Whiskey (Kurzfilm)
- 2006: Air Force 2 (In Her Line of Fire)
- 2006: Cause 4 Alarm (Kurzfilm)
- 2007: Out at the Wedding
- 2007: X’s & O’s
- 2008: Shattered!
- 2008: 3Way
- 2009: And Then Came Lola